# NAMM Show
Il NAMM Show (acronimo di National Association of Music Merchants) è una delle maggiori fiere dedicate ai prodotti musicali al mondo. 
Fondata nel 1901 si tiene ogni gennaio ad Anaheim in California presso l'Anaheim Convention Center.
La sua controparte europea è il Musikmesse di Francoforte sul Meno in Germania.
L'edizione del 2018 si è tenuta dal 25 al 28 gennaio, quella del 2019 dal 24 al 27 gennaio e quella del 2020 dal 14 al 19 gennaio.
Nel 2012 il NAMM fu visitato da quasi centomila visitatori.